# Soccer intérieur
Ne doit pas être confondu avec futsal.
Le soccer intérieur (en anglais : Indoor soccer ou Arena soccer) est un sport collectif apparenté au football. Comme lui, il se joue principalement au pied avec un ballon sphérique. Il oppose deux équipes de six joueurs dans une aréna, sur un gazon synthétique. Le soccer intérieur est principalement pratiqué aux États-Unis et au Canada depuis les années 1980, avant de devenir très populaire en Amérique du Sud (appelé Showbol). L'objectif de chaque camp est de mettre le ballon dans le but adverse, sans utiliser les bras, et de le faire plus souvent que l'autre équipe. Le soccer intérieur (au contraire du futsal) n’est pas sous l’égide de la FIFA.

## Histoire
Les origines du soccer intérieur sont floues, même si on pense qu’elles sont européennes (peut-être d'Europe de l’Est) puisqu’il se joue plus généralement dans des arènes de hockey – d’où son autre nom, d’arena soccer.
Il est devenu populaire en 1974 aux États-Unis, plus précisément à Philadelphie, lorsqu’une équipe composée d’athlètes soviétiques joua un match en indoor face à une sélection de joueurs locaux. Ce serait après ce match, selon le magazine américain Sports Illustrated, que l’idée d’une ligue émergea et donne naissance à la première ligue professionnelle de soccer intérieur, la Major Indoor Soccer League. Voilà comment le magazine décrit le sport en 1983 : « Il y a ce phénomène étrange qui se développe ; les gens appellent ça l’indoor soccer. C’est joué dans des arènes de hockey pendant l’hiver, sur un terrain artificiel, avec six petits hommes dans chaque équipe, tapant du pied dans une balle qui ressemble à une coccinelle »,. Le succès aux Etats-Unis sera immédiat.
L'ancienne compétition Tennents' Sixes était un tournoi important de football intérieur en Écosse. Les Star Sixes, une compétition se déroulant à Londres, où des anciennes vedettes rechaussent les crampons pour un tournoi à six contre six,.

## Règles

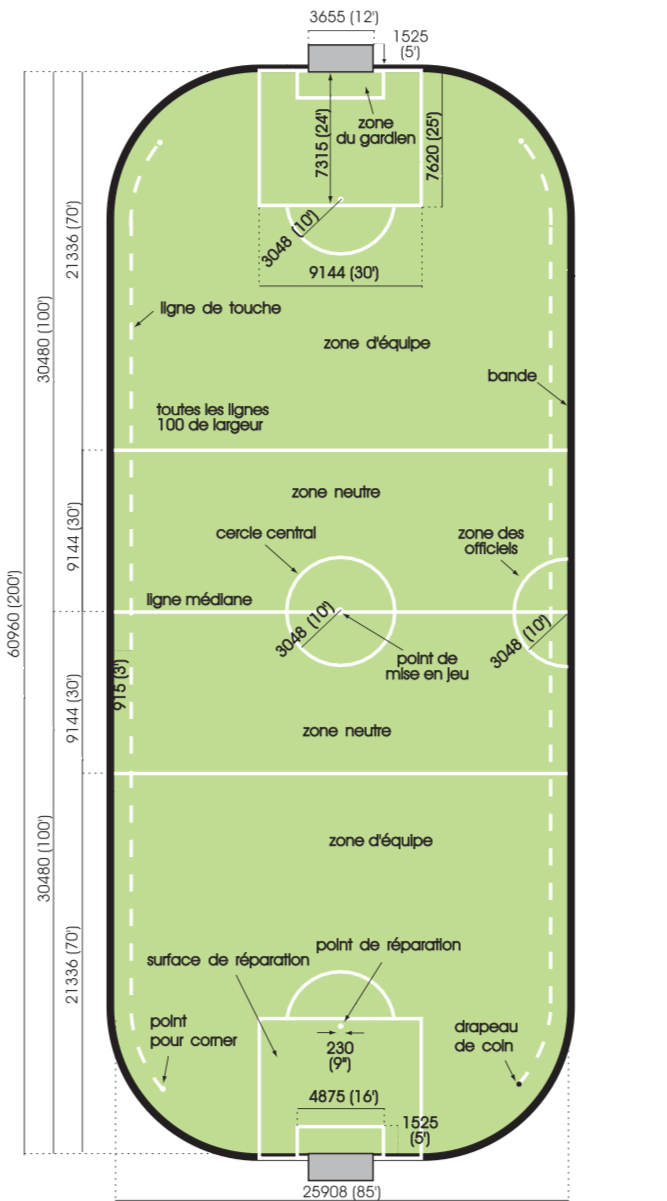
Dimensions d'un terrain de soccer intérieur.

Le soccer intérieur se joue souvent dans des patinoires de hockey recouverte d'une pelouse artificielle. Chaque match oppose deux équipes de six joueurs (dont un gardien) sur des terrains rectangulaires (voire octogonaux) délimités par des rebords, comme en hockey. Une partie dure soixante minutes et est divisée en quatre quart-temps de quinze minutes, avec trois minutes de pause à chaque fois. Il n’y a pas de hors-jeu et les remplacements sont illimités, comme en hockey, dont l’aspect tactique est en réalité assez similaire d’après Simon Sebbah. Les matchs ne sont qu'une partie du spectacle, accompagnées de musique, de spectacles son et lumière, de pom-pom girls,.

## Compétitions
Les principales compétitions sont :
| Localisation     | Compétitions masculines                     | Compétitions masculines | Compétitions masculines                          | Compétitions masculines         |
| Localisation     | Compétition                                 | Période                 | Plus titré                                       | Tenant                          |
| ---------------- | ------------------------------------------- | ----------------------- | ------------------------------------------------ | ------------------------------- |
| Amérique du Nord | Major Arena Soccer League (en)              | 2008-????               | Sockers de San Diego (en) (4)                    | Wave de Milwaukee (2019)        |
| Amérique du Nord | Major Indoor Soccer League (2008-2014) (en) | 2008-2014               | Blast de Baltimore (en) et Wave de Milwaukee (2) | Comets du Missouri (en) (2014)  |
| Amérique du Nord | Xtreme Soccer League (en)                   | 2008-2009               | Ignition de Détroit (1)                          | Ignition de Détroit (2009)      |
| Amérique du Nord | Major Indoor Soccer League (2001-2008)      | 2001-2008               | Blast de Baltimore (en) (4)                      | Blast de Baltimore (en) (2008)  |
| Amérique du Nord | World Indoor Soccer League (en)             | 1998-2001               | Sidekicks de Dallas (en) (2)                     | Sidekicks de Dallas (en) (2001) |
| Amérique du Nord | Continental Indoor Soccer League (en)       | 1993-1997               | La Raza de Monterrey (en) (2)                    | SeaDogs de Seattle (en) (1997)  |
| Amérique du Nord | National Professional Soccer League (en)    | 1984-2001               | Invaders de Canton (en) (5)                      | Wave de Milwaukee (2001)        |
| Amérique du Nord | Major Indoor Soccer League (1978-1992)      | 1978-1992               | Sockers de San Diego (8)                         | Sockers de San Diego (1992)     |